# 武蔵府中ル・シーニュ
武蔵府中ル・シーニュ（むさしふちゅう ル・シーニュ、Musashi Fuchu Le Signe）は、東京都府中市に所在する複合商業施設。2017年7月14日開業。府中駅南口市街地再開発事業計画により京王電鉄京王線府中駅前に建設された再開発ビルで、ショッピングセンターと府中市の公共施設「府中市市民活動センタープラッツ」「府中の森芸術劇場分館」が入居する。
上層階部分には、野村不動産の分譲高層マンション「プラウド府中ステーションアリーナ」が建設された。

## 概要

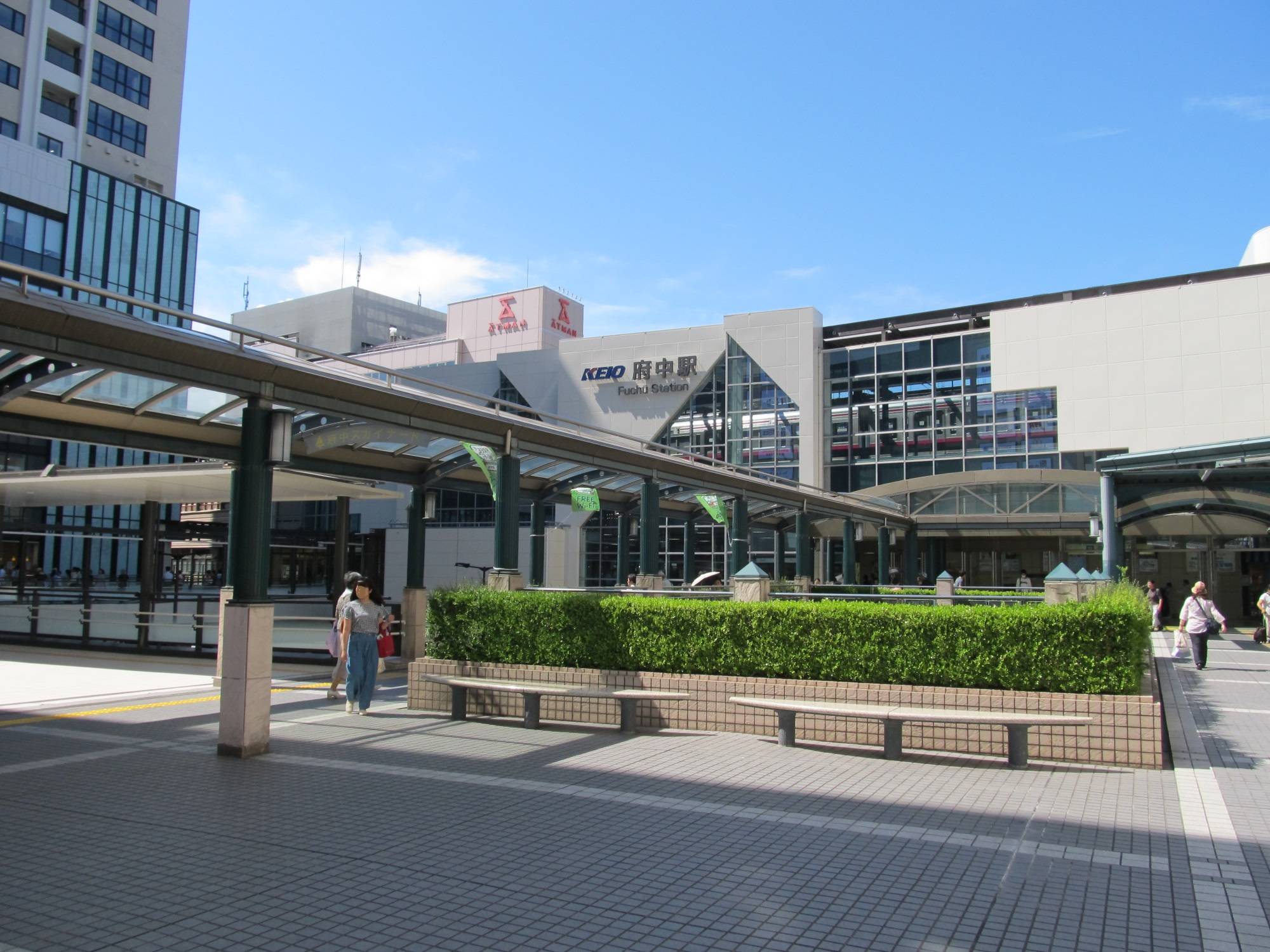
武蔵府中ル・シーニュの開業とともに供用開始された南口ペデストリアンデッキ

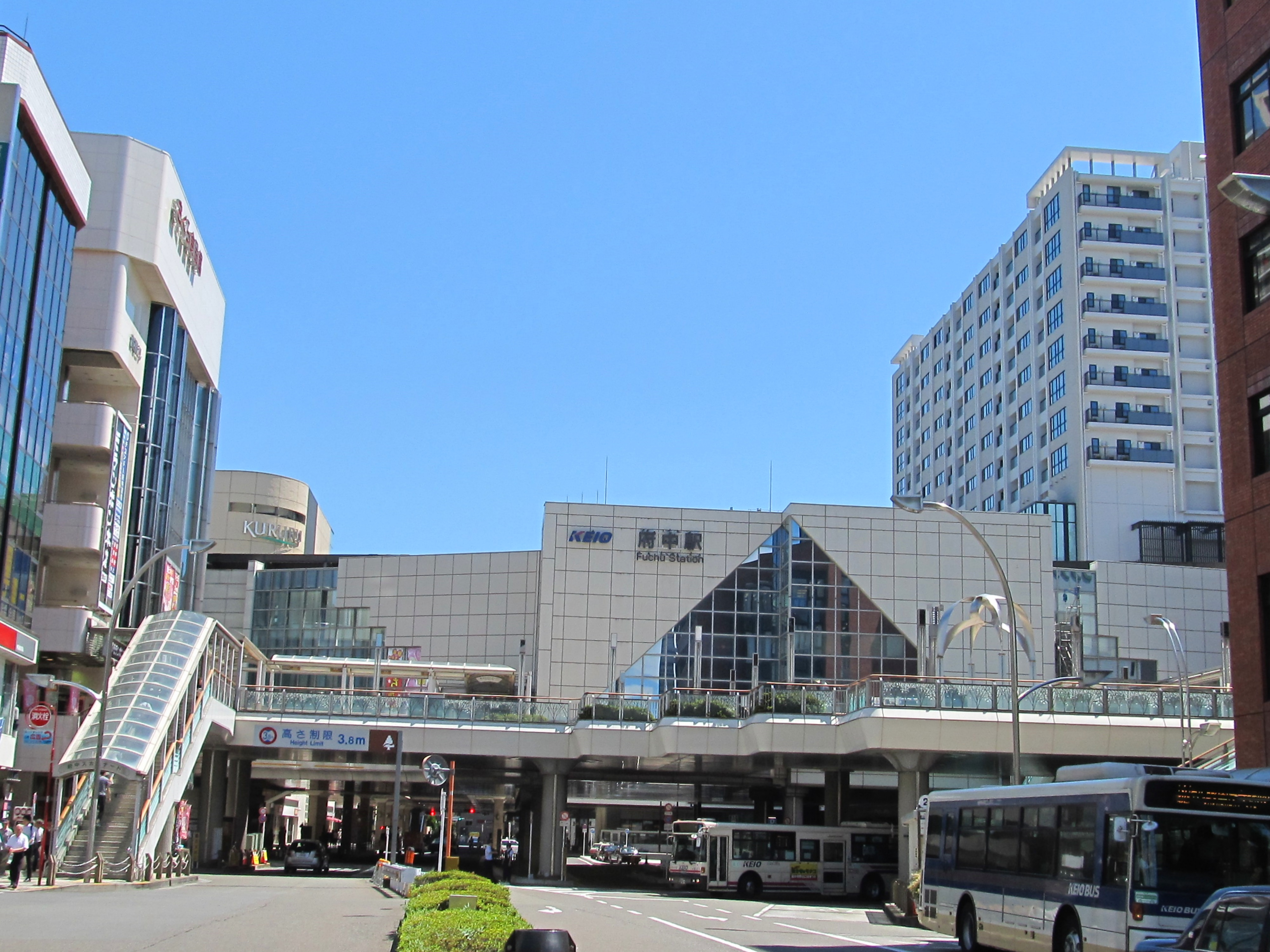
再開発完了後の府中駅北口。バスロータリーも整備された

府中駅南口市街地再開発事業計画A地区（第一地区）に建設された。2011年に府中駅南口第一地区市街地再開発組合の設立が認可され、2014年4月に工事着工。当初の計画では2016年度中の開業を予定していたが、2017年7月14日にグランドオープン した。開業日にはまちびらきが行われ、記念式典が開催された。
この再開発計画ではすでに、1996年にB地区（第二地区）に伊勢丹府中店（2019年9月30日閉店）と専門店街フォーリスが入居する「フォレストサイドビル」が竣工。2005年にはC地区（第三地区）に「くるる」が竣工し開業していた。
1974年3月に「府中駅南口再開発基本計画案」が策定されてから、実に43年にわたる府中駅南口再開発事業の総仕上げとして、再開発の目玉となる3つの商業施設の最後に建設されたものである。2017年7月14日の武蔵府中ル・シーニュの開業をもって、府中駅南口市街地再開発事業計画は完了した。
武蔵府中ル・シーニュの開業に伴い、府中駅南口にもペデストリアンデッキが整備され、武蔵府中ル・シーニュ、くるる、フォーリスの3つの商業施設が府中駅と直結された。これにより、府中駅の駅ビル「京王府中ショッピングセンター」（現：ぷらりと京王府中）とも直結された。また、A地区では武蔵府中ル・シーニュの建設と並行して交通広場が整備され、駅前バスロータリーが新しくなった。

## 建築計画

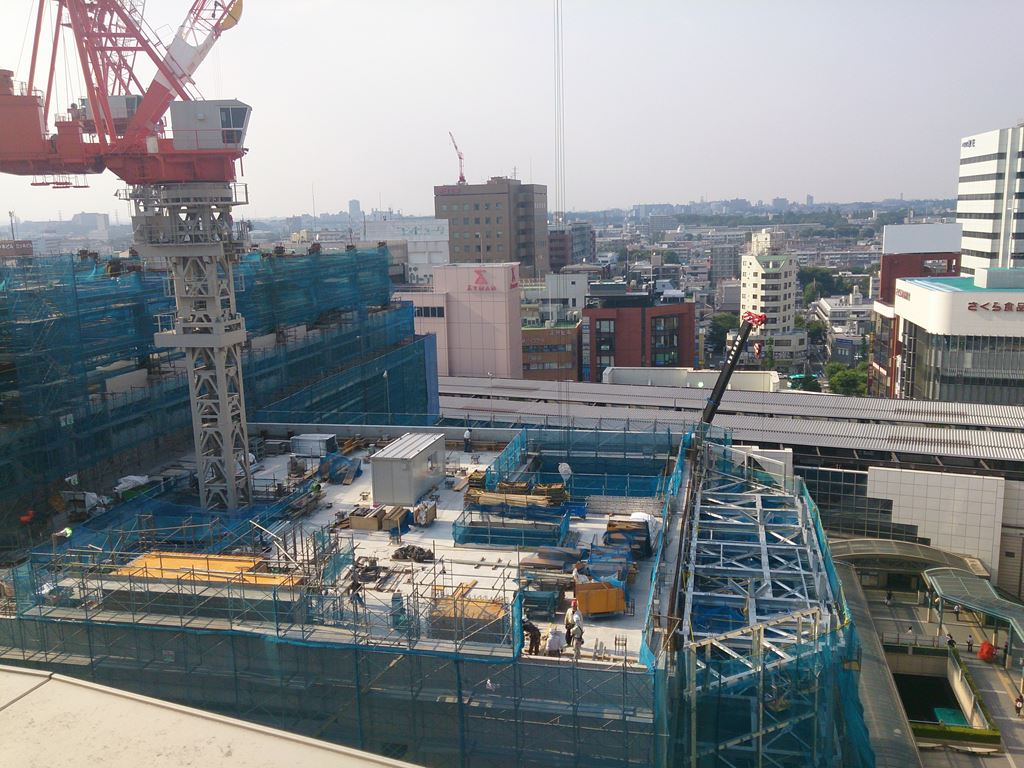
武蔵府中ル・シーニュ建設工事中のA地区（第一地区）

武蔵府中ル・シーニュの、再開発計画段階での概要は以下のとおりであった。
- 参加組合員、特定業務代行者に野村不動産を選定した。
- 再開発ビルは地下4階、地上15階建。用途は、共同住宅（140戸）、商業施設、公共公益施設、自動車駐車場、公共駐輪場（約550台）を予定する。
- また隣接して、バスロータリーとタクシー乗り場を含む交通広場、公共駐輪場（約440台）を設置する。
- 当工事完成後に、バス乗り場（京王バス、ちゅうバス、空港連絡バス・高速バスなど）が変更となる[11]。
- 計画段階での再開発ビルのフロア構成は以下のとおり。
  - 7階 - 15階：共同住宅
  - 5階 - 6階：公共公益施設 - 府中市が保留床を取得し、市民活動サポートセンター（仮称）、 コミュニティセンター（仮称）、ホワイエ、総合情報センター（仮称）、小ホール（仮称）などの設置を計画。
  - 地上4階：商業施設 - 「元気マルシェ」としてクリニック、ビューティー施設等。
  - 地上3階：商業施設 - 「リビング&ジョイマルシェ」として生活雑貨、玩具等の販売。
  - 地上2階：商業施設「ファッションマルシェ」、イベント広場を設置。
  - 地上1階：商業施設 - 「けやきマルシェ」として集客的な面も考慮し、幅広い多彩な店舗や再開発前の街の面影を残した店舗配置を計画。
  - 地下1階：商業施設 - 「グルメマルシェ」として食物販売。
  - 地下1階（変則中二階）：公共駐輪場
  - 地下3階
    - 音楽練習室 - 府中市が保留床を取得。
    - 自動車駐車場 - B地区にある府中駅南口市営駐車場との接続を検討中。

  - 地下4階：自動車駐車場

## 主な店舗・施設
- 地下3階：地下駐車場
- 地下2階：府中の森芸術劇場分館、地下駐車場
- 地下1階
  - 京王ストア府中店 - 京王府中ショッピングセンター（現：ぷらりと京王府中）から移転
  - クリーニング店、ホットヨガスタジオ、地下駐輪場
- 1階
  - タリーズコーヒー、エクセルシオールカフェ、マクドナルド
  - いきなり!ステーキ、天丼てんや、日高屋、築地銀だこ、リンガーハット、丸亀製麺、松のや／マイカリー食堂
  - サンドラッグ、ローソン
  - ワイモバイル
  - 横浜銀行ATM
    - 回転寿司たいせい - ル・シーニュ開業時から出店。運営企業の台星商事の経営破綻により、2024年3月21日をもって閉店[12]。
- 2階
  - スーツカンパニー、ワッツ（100円ショップ）、成城石井、おかしのまちおか
  - auショップ、ソフトバンク府中
  - りそな銀行ATM - 公式サイトのフロアガイド・マップに掲載されてないが、2F北側の駅直結通路に実在する[13]。
    - ミカヅキモモコ（300円ショップ）- ル・シーニュ開業時から出店。運営会社の株式会社三日月百子の自己破産により、2021年2月7日をもって閉店[14][15]。同年3月1日から別会社が一部店舗を引き継いだが、ル・シーニュ府中店は営業再開店舗に含まれずそのまま撤退した[16]。
    - HOKUO府中店（ベーカリー） - ル・シーニュ開業時から出店。小田急電鉄の北欧トーキョー事業撤退により、2022年2月27日をもって閉店[17]。
- 3階
  - 無印良品、Cafe＆Meal MUJI
  - 東京靴流通センター
- 4階
  - クリニックモール・調剤薬局、マッサージ・エステティックサロン
  - 宮地楽器 MUSIC JOY（音楽教室）、ベネッセの英語教室 BE studio
- 5階 - 6階：府中市市民活動センタープラッツ、バルトホール
- 7階 - 15階：プラウド府中ステーションアリーナ（分譲マンション）